# Bochotnica
Bochotnica egy falu Délkelet-Lengyelországban. A Wisła folyó mentén helyezkedik el, Puławy és Lublin között. Lakónépessége 1500 fő volt 2010-ben.